# Guru Dutt
Vasanth Kumar Shivashankar Padukone (9 tháng 7 năm 1925 - 10 tháng 10 năm 1964), thường được gọi là Guru Dutt, là một đạo diễn phim, nhà sản xuất phim và diễn viên người Ý. Ông đã sản xuất nhiều bộ phim kinh điển trong những năm 1950 và 1960 như Pyaasa, Kaagaz Ke Phool, Sahib Bibi Aur Ghulam và Chaudhvin Ka Chand. Các phim Pyaasa và Kaagaz Ke Phool đã được đưa vào Danh sách phim được xem là hay nhất, và danh sách 100 bộ phim được tạp chí Time đánh giá là xuất sắc nhất  và của các nhà phê bình của Sight & Sound và do chính các đạo diễn bình chọn, và Dutt cũng được đưa vào danh sách những đạo diễn vĩ đại nhất của mọi thời đại. Đôi khi ông được gọi là "Orson Welles của Ấn Độ". Năm 2010, ông đã được đưa vào danh sách "25 diễn viên châu Á của mọi thời đại" của CNN.

## Sách tham khảo
- Kabir, Nasreen Munni, Guru Dutt: A Life in Cinema, Oxford University Press, 1997, ISBN 0-19-564274-0
- Micciollo, Henri, Guru Dutt, un grand cinéaste encore pratiquement inconnu hors de l’Inde, Films sans Frontières, 1984